# Brunella Gasperini
Brunella Gasperini ist das Pseudonym von Bianca Robecchi (* 22. Dezember 1918 in Mailand, Italien; † 7. Januar 1979 ebenda). Sie war eine italienische Journalistin und Autorin.

## Leben
Gasperini arbeitete kurz nach dem Ende des Zweiten Weltkriegs als Lehrerin und begann Anfang der 1950er Jahre mit dem Corriere della Sera und anderen Rizzoli-Medien zusammenzuarbeiten. In der Frauenzeitschrift Annabella hatte sie die Kolumne Ditelo a Brunella (Sag' es Brunella), in welcher sie offen Themen wie Scheidung, Abtreibung sowie Familie und Politik erörterte. Eine ähnliche Rubrik Lettere a Candida (Briefe an Candida) hatte sie jahrelang in der Zeitschrift Novella.
1956 veröffentlichte Gasperini ihren ersten Roman L'estate dei bisbigli, der vorher in Fortsetzungen in Annabella abgedruckt worden war. In den Jahren bis zu ihrem Tod wurden ca. 30 Romane, Erzählungen und Sammelbände veröffentlicht. 
Gasperini war verheiratet und hatte aus dieser Ehe zwei Kinder. Sie pendelte den größten Teil ihres Lebens zwischen Mailand und San Mamete, einem Ortsteil von Valsolda am Luganersee (lago di Lugano).

## Veröffentlichungen
- L'estate dei bisbigli, Roman. Rizzoli, Mailand 1956.
- Le vie del vento, Roman, Rizzoli, Mailand 1957.
- Fanali gialli, Roman. Rizzoli, Mailand 1957.
- Le ragazze della villa Accanto, Roman. Rizzoli, Mailand 1958.
  - Zwei Häuser in San Mamete, Roman. Engelhorn, Stuttgart 1963.
- Io e loro: cronache di un marito, aus der Reihe cronache familiari, Rizzoli, Mailand 1959.
  - deutsch: Ich und sie: Chronik eines Ehemanns. Engelhorn, Stuttgart 1961.
- Ero io quella, Roman. Rizzoli, Mailand 1960.
  - deutsch: Nicoletta oder die Klugheit des Herzens, Roman. Engelhorn, Stuttgart 1964.
- Aufsatz: Sposarsi è facile ma.... Rizzoli, Mailand 1960.
- Lui e noi: cronache di una moglie, aus der Reihe cronache familiari, Rizzoli, Mailand 1961.
  - Er und wir, Roman. Engelhorn, Stuttgart 1962.
- Rosso di sera, Roman. Rizzoli, Mailand 1964.
- Noi e loro: cronache di una figlia, aus der Reihe cronache familiari, Rizzoli, Mailand 1965.
  - Die Zeiten ändern sich, Prinzessin, Roman. Engelhorn, Stuttgart 1968.
- I fantasmi nel cassetto, Autobiografischer Roman. Edizioni di Novissima 1970.
  - Gäste in meiner Gondel. Deutsche Verlagsanstalt, Stuttgart 1974, ISBN 3-421-01674-7.
- Siamo in famiglia. Neuausgabe der drei Bände der cronache familiari in einem Band. Rizzoli, Mailand 1974.
- Grazie lo stesso, Roman. Rizzoli, Mailand 1976.
- Storie d'amore storie d'allegria, Erzählungen. Rizzoli, Mailand 1976.
- Una donna e altri animali, Roman., Rizzoli, Mailand 1978.